# 布卢瓦美术馆

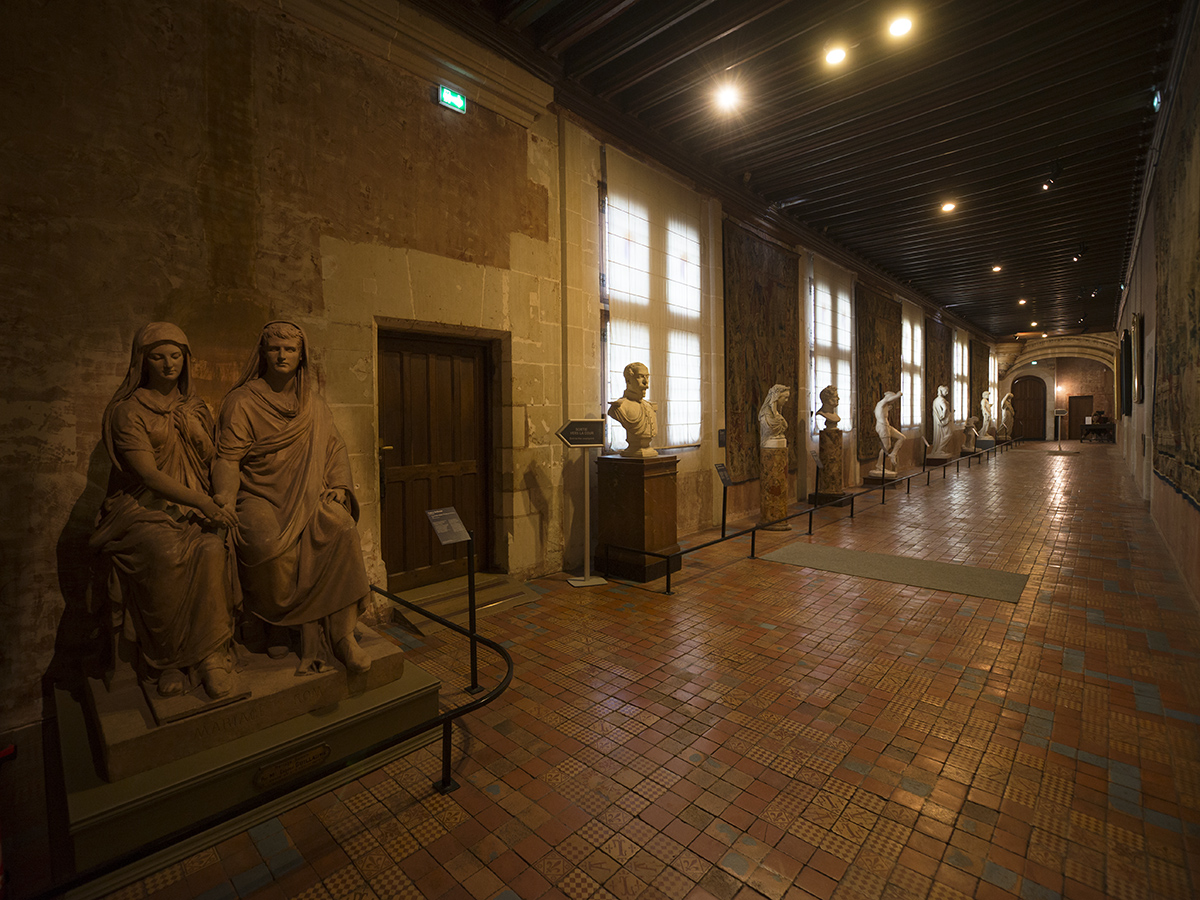

布卢瓦美术馆（法語：Musée des beaux-arts de Blois）设于法国中央大区布卢瓦市中心，布卢瓦城堡的路易十二侧翼，成立于1850年。
布卢瓦美术馆展出16-19世纪绘画、雕塑、装饰艺术。